# H. C. Dasappa
Hirallli Chenniah Dasappa (* 5. Dezember 1894 in Mercara, Coorg, Fürstenstaat Mysore, Britisch-Indien; † 16. November 1964) war ein indischer Politiker des Indischen Nationalkongresses (INC), der zwischen 1963 und 1964 Eisenbahnminister sowie zwischen 1965 und 1966 Minister für Industrie und Versorgung war.

## Leben

### Rechtsanwalt und politisches Engagement vor der Unabhängigkeit
Dasappa, Sohn von H. Chennaya, absolvierte nach dem Besuch der Central High School in Mercara und des Maharaja’s College in Mysore zunächst ein grundständiges Studium am Christian College in Madras, das er mit einem Bachelor of Arts (B. A.) abschloss. Nachdem er ein Studium der Rechtswissenschaften am Government Law College in Bombay abgeschlossen hatte, nahm er eine Tätigkeit als Rechtsanwalt auf. Daneben war er von 1919 bis 1934 Mitglied der Mysore Praja Mitra Mandali und gehörte zwischen 1924 und 1938 dem Stadtrat von Mysore als Mitglied an. Darüber hinaus war er zwischen 1927 und 1938 Mitglied des Legislativrates des Fürstenstaates Mysore und engagierte sich von 1934 bis 1937 als Mitglied der Mysore Peoples Federation.
Aufgrund seiner politischen Engagements wurde Dasappa 1938 sowie als Vorsitzender des INC in Mysore 1939 festgenommen und verlor im Juli 1940 seine anwaltliche Zulassung. Er befand sich von 1940 bis 1941 erstmals im Sevagram Ashram in Wardha, dem Wohnsitz von Mohandas Karamchand Gandhi. Nachdem er sich zwischen 1942 und 1943 abermals in Haft befunden hatte, lebte er von 1944 bis 1945 erneut im Sevagram Ashram und wurde 1947 abermals festgenommen.

### Mitglied der Rajya Sabha, der Lok Sabha und Unionsminister
Nach der Unabhängigkeit Indiens vom Vereinigten Königreich am 15. August 1947 wurde Dasappa für den INC erneut Mitglied des Legislativrates (Vidhana Parishad) des Bundesstaates Mysore. Er war zwischen Oktober 1947 und März 1952 Minister für Finanzen und Industrie in der von Chief Minister K. Chengalaraya Reddy geleiteten Regierung des Bundesstaates Mysore. Zugleich gehörte er von 1950 bis 1952 der Legislativversammlung (Vidhana Sabha) des Bundesstaates Mysore an und war zwischen Mai und Dezember 1952 Präsident des INC in Mysore. Am 3. April 1954 wurde er für den INC Mitglied der Rajya Sabha und gehörte dieser als Vertreter von Mysore bis zum 13. März 1957 an. 1954 war im Auftrag des Parteipräsidiums AICC (All India Congress Committee) vermittelnd bei Unstimmigkeiten zur Aufstellung der Kommunalwahlkandidaten des INC auf den Andamanen und in Hyderabad aktiv.
Bei der Parlamentswahl 1957 wurde Dasappa für den INC im Lok-Sabha-Wahlkreis Bangalore zum Mitglied der Lok Sabha gewählt, der er nach seiner Wiederwahl bei der Parlamentswahl 1962 bis 1967 angehörte. Während der zweiten und dritten Legislaturperiode war er zwischen 1959 und 1963 Vorsitzender des Grundstücksausschusses.
Am 21. September 1963 übernahm Dasappa im Kabinett Nehru IV den Posten des Eisenbahnministers und bekleidete dieses Ministeramt bis zum 8. Juni 1964. Im Kabinett Shastri fungierte er zwischen dem 20. Juli 1965 und dem 23. Januar 1966 das Amt des Ministers für Industrie und Versorgung. Er war zeitweilig auch Vorsitzender des Arbeitsgruppe der Seidenindustrie Indiens. 
Wenig später verstarb Dasappa im Alter von knapp 70 Jahren.
Dasappa heiratete am 4. März 1926 Yashodhara Dasappa, die zeitweise Ministerin in der Regierung des Bundesstaates Mysore war. Aus dieser Ehe gingen zwei Söhne und eine Tochter hervor. Der jüngere Sohn Tulasidas Dasappa, der von 1967 bis 1980 ebenfalls Mitglied der Lok Sabha sowie 1979 bis 1980 Staatsminister für Kohle und Stahl war.